# Domenico Gnoli (Maler)
 Domenico Gnoli (* 3. Mai 1933 in Rom, Italien; † 17. April 1970 in New York City, USA) war ein italienischer Maler, Grafiker und Zeichner.

## Leben und Werk
Domenico Gnoli hatte seine künstlerische Ausbildung in einer Privatschule. Nach ersten Zeichnungen und Ausstellungen in Rom (La Cassapanca 1950) und Brüssel (1951), arbeitete er in den 1950er Jahren auch als Bühnenbildner im Theater d 'Italia in London und in Paris, und als Illustrator für verschiedene Zeitungen.
Gnoli zog 1955 in die USA und lebte von 1955 bis 1962 in New York. In seiner Malerei wandte er sich, entgegen den herrschenden Trends zur Abstraktion und dem Informel, früh der Figuration zu. Seine Bilder entrücken allerdings den abgebildeten Gegenstand aus der realen Menschenwelt.
Domenico Gnoli malte riesige Ausschnitte – vergrößerte Hemdkragen, einen Knopf oder einen Schuh. Er isolierte in seinen Gemälden Gegenstände des Alltags und stellte sie aus dem Zusammenhang gerissen in einer teilweise beängstigenden, meist rätselhaften Kunstwelt dar. Diese menschenleere Kunstrealität in seinen Werken hat Anklänge an den Surrealismus und gleichzeitig an die Pop Art, ist aber in ihrer überdimensionierten, irrealen Ausprägung eher einzigartig.
Im Jahr 1968 war Domenico Gnoli mit 5 Ölbildern (darunter der „Hemdkragen“: Tor de cou 15 ½ und der Knopf: Bouton) auf der 4. documenta in Kassel vertreten. Im gleichen Jahr wurden seine Werke in der Kestner-Gesellschaft in Hannover
ausgestellt.
Seine Arbeiten sind Teil der Sammlung von vielen großen Museen weltweit, darunter das Stedelijk Museum in Amsterdam, die Neue Nationalgalerie in Berlin, das Museum Ludwig in Köln, das Van Abbemuseum in Eindhoven, die Kunsthalle Hamburg, das Von der Heydt-Museum Wuppertal, und die Königliche Museen der Schönen Künste in Brüssel.